# Tetralogia de Fallot
Tetralogia de Fallot é um defeito cardíaco congênito. Representa a forma mais comum de cardiopatia congênita cianótica.

## Morfologia anatômica
Por definição, a tetralogia de Fallot apresenta exatamente quatro malformações cardíacas, que se apresentam concomitantemente:
| Condição                                               | Descrição |
| ------------------------------------------------------ | --- |
| A: Estenose pulmonar                                   | Uma diminuição de diâmetro do trato de saída do ventrículo direito pode ocorrer na valva pulmonar (estenose valvular) ou abaixo da valva pulmonar (estenose infundibular). A estenose infundibular pulmonar é geralmente causada por supercrescimento da parede muscular cardíaca (hipertrofia das trabéculas septoparietais), muito embora acredita-se que os eventos que levam a formação da aorta que se sobrepõe ao DSV também possam ser a causa. A estenose pulmonar é a maior causa de malformações, com as outras malformações associadas agindo como mecanismos compensatórios a ela. O grau de estenose varia nos indivíduos com a tetralogia de Fallot, e é o principal determinante dos sintomas e de sua severidade. Essa malformação também pode ser denominada de "estenose sub-pulmonar" ou "obstrução subpulmonar". |
| B: Aorta que se sobrepõe ao defeito septal ventricular | Uma valva aórtica com conexão biventricular, ou seja, está situada no defeito septal ventricular e conectada com os dois ventrículos. A raiz da aorta pode estar deslocada para a frente (anteriormente) ou diretamente acima do defeito septal, mas está sempre anormalmente desclocada para a direita da raiz da artéria pulmonar.O grau de deslocamento para o ventrículo direito é variável, com 5-95% de chance da válvula estar conectada ao ventrículo direito. |
| C: Defeito septal ventricular (DSV)                    | Um buraco entre os dois ventrículos do coração. O defeito é centralizado na região mais superior do septo ventricular, e na maioria dos casos é única e grande. Em alguns casos, o engrossamento do septo (hipertrofia septal) pode diminuir as margens do defeito. |
| D: Hipertrofia do ventrículo direito                   | O ventrículo direito tem mais músculo que o normal, causando uma aparência característica em forma de bota (coeur-en-sabot) que é visível por um RX de tórax. Devido ao desarranjo do septo ventricular externo. a parede do ventrículo direito aumenta de tamanho para lidar com a crescente obstrução de fluxo da câmara direita. Atualmente essa condição é reconhecida como sendo uma anomalia secundária, já que o grau de hipertrofia geralmente aumenta com a idade. |

Tetralogia de Fallot

Coração normal

Estas características acontecem a nível embriológico, do deslocamento antero-superior do septo infundibular. Assim, acontece um desvio do sangue da direita para a esquerda.
Existem variações anatômicas entre os corações de indivíduos com tetralogia de Fallot. O grau de obstrução do trato de saída do ventrículo direito varia entre os pacientes e geralmente determina seus sintomas clínicos e a progressão da doença.